# Comme des riches
 (juillet 2025).
Si vous disposez d'ouvrages ou d'articles de référence ou si vous connaissez des sites web de qualité traitant du thème abordé ici, merci de compléter l'article en donnant les références utiles à sa vérifiabilité et en les liant à la section « Notes et références ».
Pour plus de détails, voir Fiche technique et Distribution.
Comme des riches est un film français réalisé par Amin Harfouch et sorti en 2025.

## Fiche technique
Sauf indication contraire, les informations mentionnées dans cette section peuvent être confirmées par la base de données cinématographiques Allociné,  présente dans la section « Liens externes ».
- Titre original : Comme des riches
- Réalisation : Amin Harfouch
- Scénario : Amin Harfouch, Bachir Arfaoui et Ernesto Oña
- Musique : David Sztanke
- Décors : Catalina Labra
- Costumes : Camille Damag
- Photographie : Clément Arenou
- Montage : Julia Danel
- Production : David Gauquié, Julien Deris, Bachir Arfaoui et Yacine Boucherit
- Sociétés de production : Cinéfrance Studios et Baya Production
- Société de distribution : Universal Pictures International (France)
- Budget : 3,2 millions d'euros
- Pays de production :  France
- Langue originale : français
- Format : couleur
- Genre : comédie
- Durée : 90 minutes
- Dates de sortie :
  - France : 23 juillet 2025[1]
- Classification :
  - France : Tout publics[1]

## Distribution
- Brahim Bouhlel : Nabil
- Fehdi Bendjima : Jamel
- Armindo Alves : Vince
- Youssef Hajdi : Giuseppe
- Philippe Katerine : Claude
- Alice Dufour : Chloé
- Jade Gattoni : Kim
- Julie Leroy : Rita
- Najim Zeghoudi : Prince IBN Kelthoum
- Darko Perić : Popovitch
- Youssef Sahraoui : sbire Popovitch
- Frédérique Bel : Bénédicte
- Philippe Lacheau : le banquier
- Chanaël Meimoun : Inès
- Tarek Boudali :
- Franck Gastambide :

## Production
Le tournage se déroule à Saint-Tropez à la fin de l'été 2024.